# Laconia (Nou Hampshire)
Laconia és la ciutat i seu del comtat de Belknap a l'estat de Nou Hampshire dels Estats Units d'Amèrica. Segons el cens del 2007 tenia 16.950 habitants.

## Demografia
Segons el cens del 2000 Laconia tenia 16.411 habitants, 6.724 habitatges, i 4.168 famílies. La densitat de població era de 312,4 habitants per km².
Dels 6.724 habitatges en un 28% hi vivien nens de menys de 18 anys, en un 46,4% hi vivien parelles casades, en un 11,2% dones solteres, i en un 38% no eren unitats familiars. En el 30,3% dels habitatges hi vivien persones soles el 12,3% de les quals corresponia a persones de 65 anys o més que vivien soles. El nombre mitjà de persones vivint en cada habitatge era de 2,32 i el nombre mitjà de persones que vivien en cada família era de 2,87.
Per edats la població es repartia de la següent manera: un 22,3% tenia menys de 18 anys, un 8,8% entre 18 i 24, un 28,1% entre 25 i 44, un 23,5% de 45 a 60 i un 17,2% 65 anys o més.
L'edat mediana era de 39 anys. Per cada 100 dones de 18 o més anys hi havia 92,2 homes.
La renda mediana per habitatge era de 37.796$ i la renda mediana per família de 45.307$. Els homes tenien una renda mediana de 31.714$ mentre que les dones 22.818$. La renda per capita de la població era de 19.540$. Entorn del 7,5% de les famílies i el 8,9% de la població estaven per davall del llindar de pobresa.

## Poblacions properes
El següent diagrama mostra les poblacions més properes.